# Régis Marcon

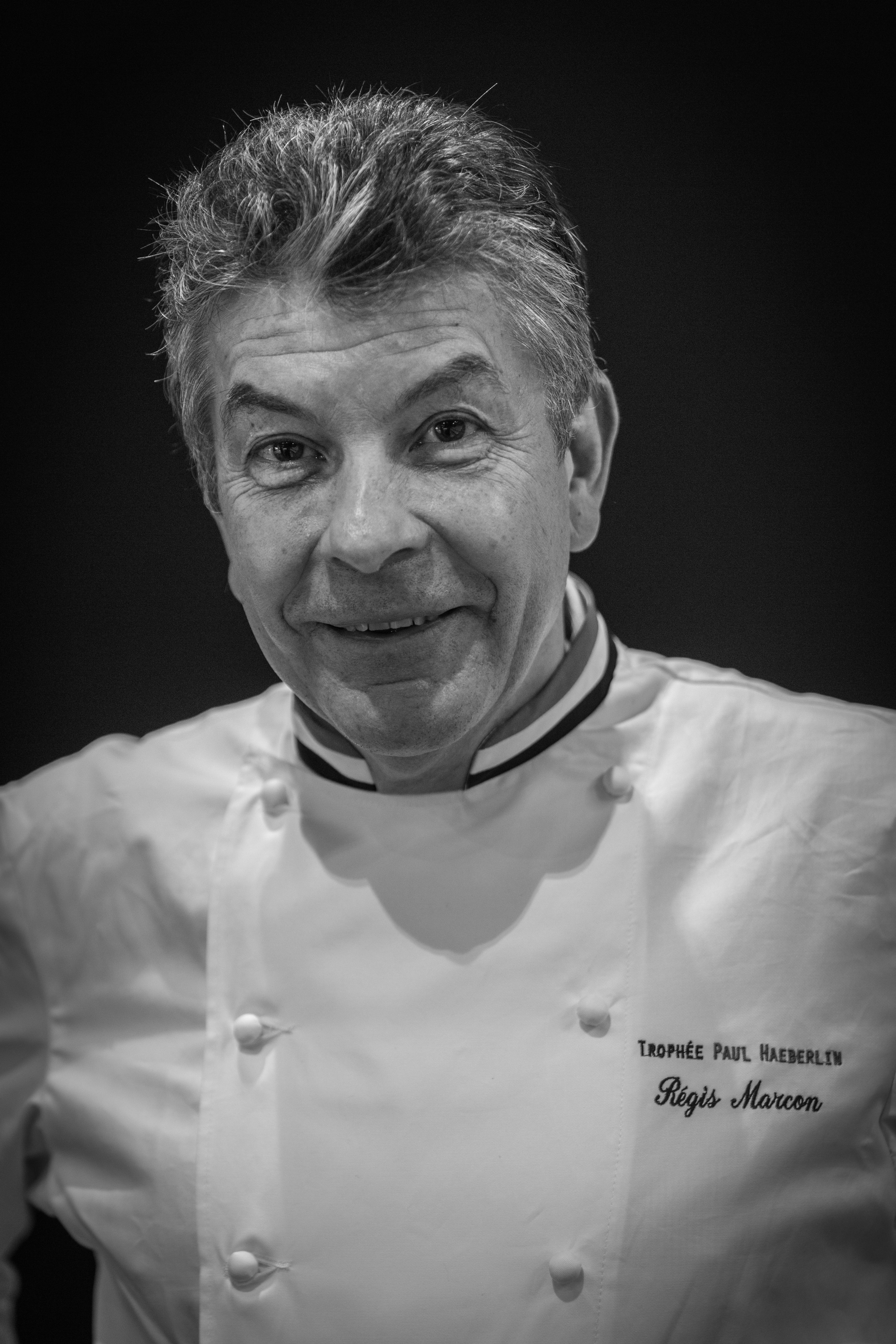
Régis Marcon (2014)

Régis Marcon (* 4. Juni 1956 in Saint-Bonnet-le-Froid, Auvergne) ist ein französischer Koch. Er ist Chefkoch des Le Clos de Cîmes, das seit 2005 mit der Bestnote von 3 Sternen im Guide Michelin ausgezeichnet wird.

## Auszeichnungen
- 1989: Prix Taittinger
- 1992: Prix Brillat Savarin
- 1995: 1. Platz beim Bocuse d’Or
- seit 2005: 3 Sterne im Guide Michelin

## Familie
Seine Brüder sind die französischen Politiker Jean-Pierre Marcon und André Marcon, letzterer ist der Maire von Marcons Geburtsstadt.